# Reïna-Flor Okori
Reïna-Flor Okori Makendengue (* 2. Mai 1980 in Libreville, Gabun) ist eine ehemalige äquatorialguineisch-französische Leichtathletin, die sich auf den 100-Meter-Hürdenlauf spezialisiert hat.

## Sportliche Laufbahn
Erste internationale Erfahrungen sammelte Reïna-Flor Okori vermutlich im Jahr 1996, als sie bei den Juniorenweltmeisterschaften in Sydney für Frankreich startend im Finale über 100 m Hürden disqualifiziert wurde und im Weitsprung mit 5,98 m auf den zehnten Platz gelangte. 1998 schied sie bei den Juniorenweltmeisterschaften in Annecy mit 13,73 s im Vorlauf über 100 m Hürden aus und verpasste im Weitsprung mit 6,15 m den Finaleinzug. Im Jahr darauf siegte sie in 13,16 s bei den Junioreneuropameisterschaften in Riga und 2001 schied sie bei den U23-Europameisterschaften in Amsterdam mit 19,68 s im Vorlauf aus. Anschließend belegte sie bei der Sommer-Universiade in Peking in 13,31 s den fünften Platz. 2004 nahm sie an den Olympischen Sommerspielen in Athen teil und schied dort mit 12,81 s im Halbfinale aus. Im Jahr darauf schied sie bei den Halleneuropameisterschaften in Madrid mit 8,27 s im Vorlauf über 60 m Hürden aus und im Juni belegte sie bei den Mittelmeerspielen in Almería in 13,20 s den vierten Platz über 100 m Hürden, ehe sie bei den Weltmeisterschaften in Helsinki mit 12,99 s im Semifinale ausschied. 2006 schied sie bei den Europameisterschaften in Göteborg mit 13,08 s ebenfalls im Halbfinale aus und 2007 belegte sie bei den Halleneuropameisterschaften in Birmingham in 8,08 s den sechsten Platz über 60 m Hürden. Im Jahr darauf nahm sie erneut an den Olympischen Sommerspielen in Peking teil und schied dort mit 13,05 s im Halbfinale aus.
2012 nahm sie zum dritten Mal an den Olympischen Sommerspielen in London teil und wurde dort im Halbfinale wegen eines Fehlstarts disqualifiziert. Im Jahr darauf kam sie bei den Halleneuropameisterschaften in Göteborg mit 8,22 s nicht über den Vorlauf über 60 m Hürden hinaus und im August schied sie bei den Weltmeisterschaften in Moskau mit 13,15 s im Semifinale aus. 2016 war sie die Fahnenträgerin für Äquatorialguinea bei den Olympischen Sommerspielen in Rio de Janeiro und war auch über 100 m Hürden gemeldet, konnte dort aber verletzungsbedingt nicht an den Start gehen und beendete daraufhin ihre aktive sportliche Karriere im Alter von 36 Jahren.
In den Jahren 2004 und 2008 wurde Okori französische Meisterin im 100-Meter-Hürdenlauf sowie 2005, 2007 und 2008 sowie 2012 und 2013 Hallenmeisterin über 60 m Hürden.

## Persönliche Bestleistungen
- 100 m Hürden: 12,65 s, (+1,5 m/s), 11. Mai 2008 in Montgeron
  - 60 m Hürden (Halle): 7,97 s, 18. Februar 2007 in Aubière
- Weitsprung: 6,43 m (+0,6 m/s), 21. Juni 1998 in Viry-Châtillon